# مستانه (آلبوم)
مستانه آلبوم استودیویی اثر علیرضا افتخاری با همکاری جلال ذوالفنون است که در سال ۱۳۷۹ پخش شد.این آلبوم مورد استقبال فراوان قرار گرفت.این اثر به صورت بداهه نوازی در دستگاه‌های مختلف اجرا شده‌است.

## فروش
این آلبوم از پرفروش‌ترین آثار موسیقی ایران و مؤسسه آواز بیستون می‌باشد و همچنین از آهنگ مونس شبهای من و بعضی دیگر از موسیقی ها برای پویا نمایی شکرستان استفاده شده است.

## شرح

### هنرمندان
- خواننده: علیرضا افتخاری
- اشعار: مولانا، سعدی، عطار، لاهیجی، کلیم کاشانی، صائب تبریزی

#### نوازندگان
- جلال ذوالفنون: سه‌تار
- داوود یاسری: تنبک
- رضا فهیمی: دف

#### عوامل دیگر
- تهیه و تدوین: سبزعلی عزیزی
- صدابرداری و میکس: حسین عسگری و رضا شاه‌بیگی
- پالایش صوت: محمد علیزاده
- خوشنویسی روی جلد: بیژن بیژنی
- امور گرافیکی کامپیوتر: وحدت قاسمی

## قطعات
| نام ترانه          | ترانه‌سرا                              | آهنگ‌ساز        |
| ------------------ | ------------------------------------- | -------------- |
| ای دل اگر عاشقی    | عطار نیشابوری                         | علیرضا افتخاری |
| مونس شب‌های من      | مولوی                                 | جلال ذوالفنون  |
| بوی گل و ریحان‌ها   | سعدی                                  | جلال ذوالفنون  |
| مرده بُدم زنده شدم  | مولوی                                 | جلال ذوالفنون  |
| در عاشقی پیچیده‌ام  | مولوی                                 | جلال ذوالفنون  |
| خورشید مجلس        | سعدی                                  | جلال ذوالفنون  |
| مجموعه قطعات آوازی | صائب تبریزی، حزین لاهیجی، کلیم کاشانی | جلال ذوالفنون  |